# Жуліо Сезар Леал
Жуліо Сезар Леал (порт. Júlio César Leal, нар. 13 квітня 1951, Ітажуба) — бразильський футбольний тренер..

## Кар'єра тренера
Розпочав працювати з юнацькими командами «Фламенгу», а 1982 року перейшов на цю ж посаду у «Васко да Гама». у 1983 року недовго був навіть головним тренером першої команди. Згодом у 1985—1987 роках працював у тренерському штабі свого співвітчизника Карлоса Алберто Паррейри в збірній ОАЕ.
Протягом 1991—1995 років очолював тренерський штаб молодіжної збірної Бразилії до 20 років. З цією збірною Жуліо Сезар виграв три поспіль молодіжних чемпіонати Південної Америки у 1991, 1992 і 1995 роках, а 1993 року виграв і молодіжний чемпіонат світу. Здобувши на наступному «мундіалі» в 1995 році срібні медалі, Жуліо Сезар покинув посаду.
В подальшому працював з рядом бразильських команд, проте серйозних результатів не здобував, а на завершенні кар'єри попрацював закордоном, очолюючи кувейтську «Казму», збірну Танзанії та японську «Йокогаму», а останніми клубами у тренерській кар'єрі бразильця стали південноафриканські команди «АмаЗулу», «Морока Своллоуз», «Орландо Пайретс» та «Полокване Сіті».

## Досягнення
- Чемпіон світу (U-20): 1993
- Чемпіон Південної Америки (U-17): 1991
- Молодіжний чемпіон Південної Америки: 1991, 1992, 1995
- Чемпіон штату Пернамбуку: 1999
- Чемпіон штату Пара: 2003
- Чемпіон Південної Африки: 2011
- Володар Кубка Південної Африки: 2009